# Scalicus orientalis
Scalicus orientalis is een straalvinnige vissensoort uit de familie van de pantserponen (Peristediidae). De wetenschappelijke naam van de soort is voor het eerst geldig gepubliceerd in 1938 door Fowler.